# Photojournalisme

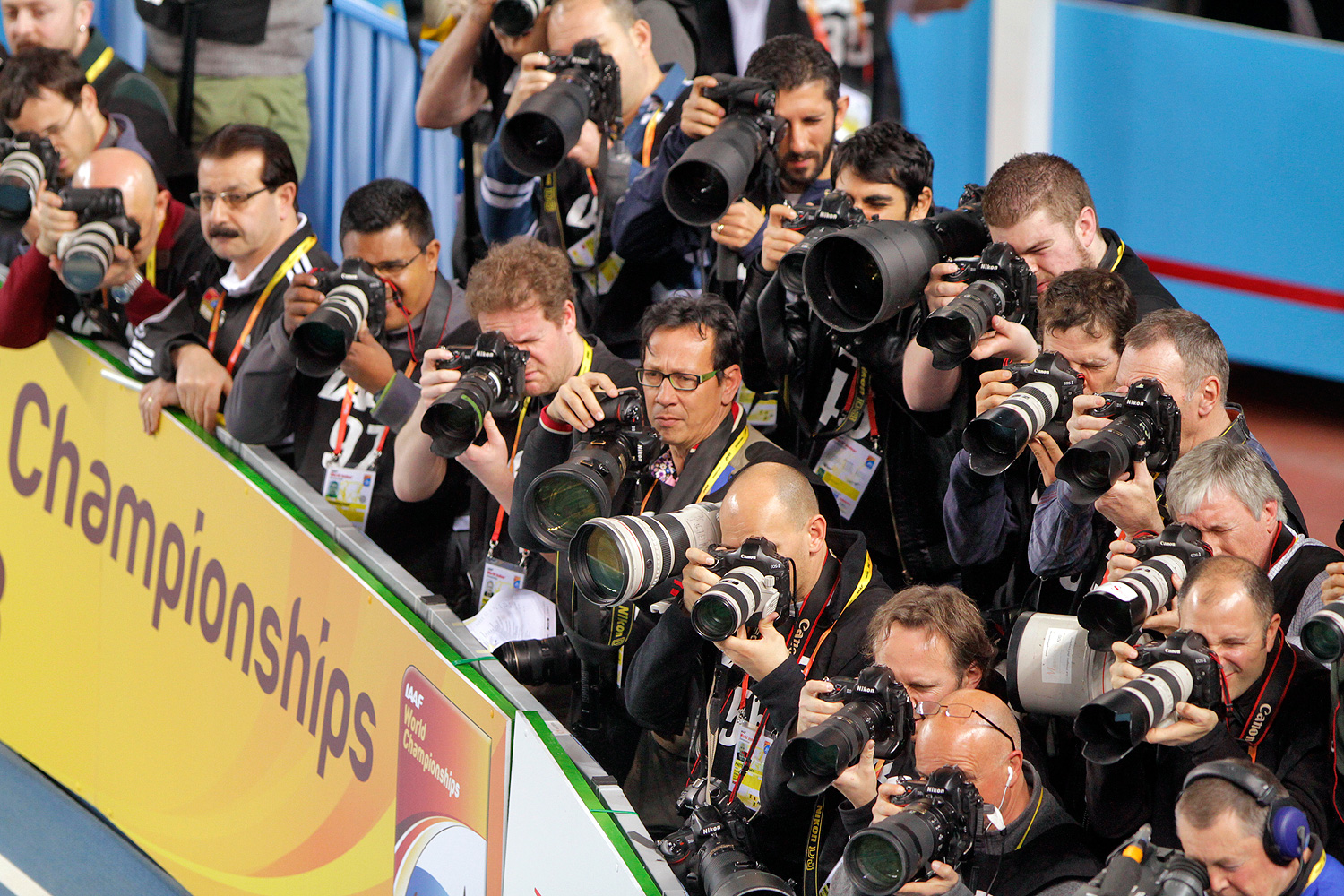
Photojournalistes aux Championnats du monde d'athlétisme en salle de 2012.

Le photojournalisme est une forme de journalisme combinant un texte journalistique et une série de photos de reportage légendées. Une personne qui pratique le photojournalisme est appelée un photojournaliste ou un reporter-photographe.

## Histoire
À son apparition, l’image photographique a rapidement séduit le monde de la presse et de l’information par son apparente objectivité. Impossible à imprimer en même temps que le texte, elle est longtemps reproduite en gravure, et sert d’illustration à l’écrit. L'image reste longtemps en décalage par rapport à l’événement qu’elle relate à cause du délai important entre la prise de vue et la publication.
La photographie garde le statut d’image illustrative jusqu’en 1890, date de l'invention de la similigravure à partir de laquelle la presse illustrée connaît un développement mondial. La société de la fin du XIXe siècle a soif de « nouvelles ». « Avec la photographie une fenêtre s’ouvre sur le monde », selon Gisèle Freund, l’étranger devient familier.
Les duos journaliste/photographe dont les célèbres Albert Londres/Moreau ou Joseph Kessel/Zucoon sont de plus en plus souvent remplacés par le reporter-photographe qui traite seul son sujet. Il devient journaliste à part entière et n’a plus besoin de la caution d’une « plume ». L'appareil joue le même rôle que le feront aussi le micro et la caméra de télévision. À l'aune du photojournalisme, le reportage de guerre réalisé par l'écrivain Gaston Chérau missionné par Le Matin en Tripolitaine pour suivre le conflit italo-turc (1911-1912) et constitué de plus de 200 photographies et d'une trentaine d'articles est un exemple rare d'une "plume" se révélant photographe sur le théâtre de la guerre.
Les grands magazines illustrés comme Life, Fortune ou Paris Match ont des équipes de plusieurs dizaines de reporters-photographes qui sillonnent le monde ou utilisent des photoreporters d'agence de presse. On dit alors qu'ils sont « en mission » (assignment en anglais).
Après la Seconde Guerre mondiale, ces reporters intègrent les agences de presse car les journaux réduisent le nombre de leurs salariés. De plus, ils veulent avoir un droit de regard sur l’utilisation de leur travail. C’est la grande époque du « news » dont Robert Capa est l’archétype légendaire[pas clair].
Les photojournalistes des années 1960 parcourent les champs de bataille, du Viêt Nam au Biafra, du Pakistan à l’Irlande du Nord.

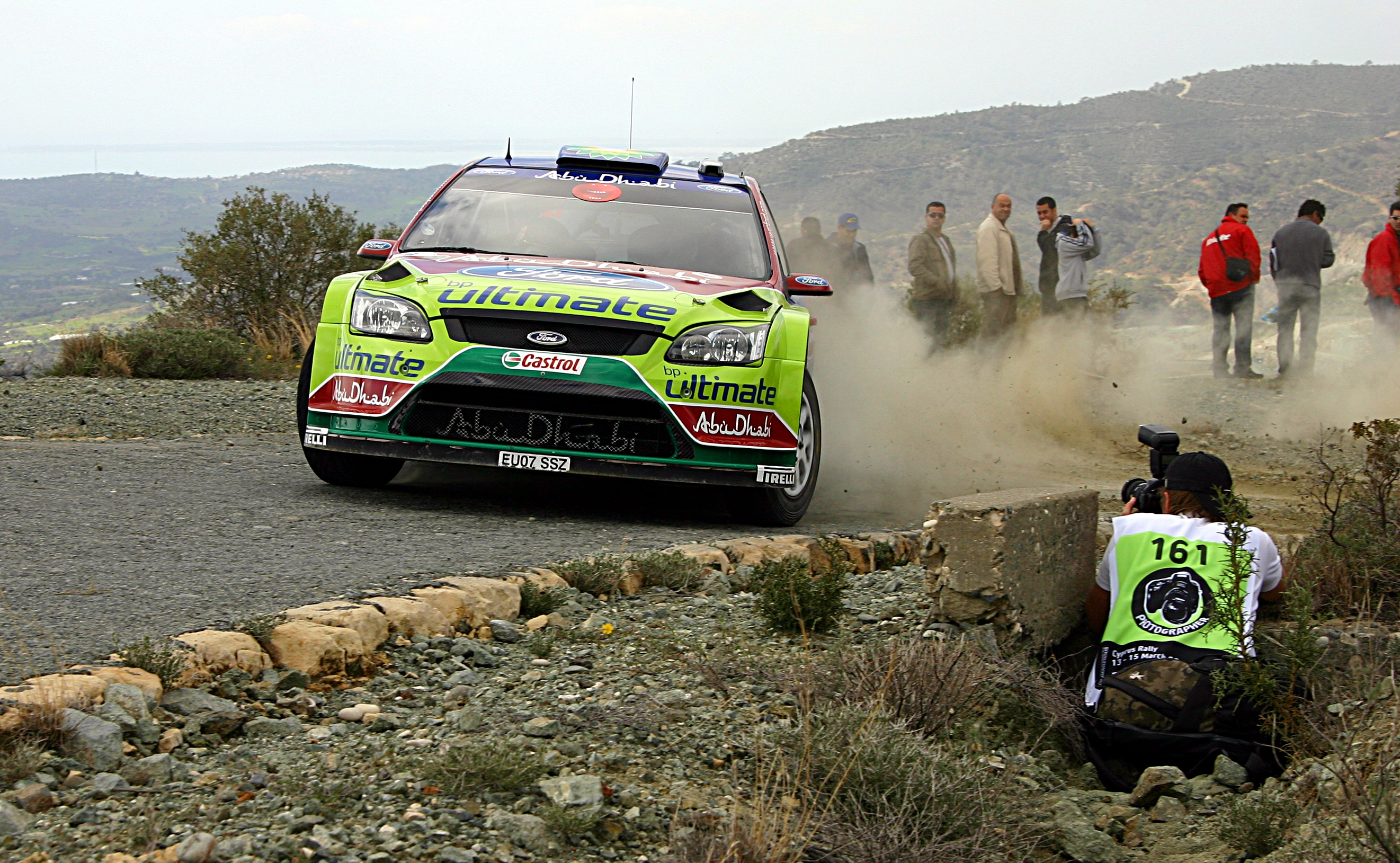
Un photographe de sport au rallye de Chypre 2009.

Aujourd’hui se pose la question de l’avenir de ce métier avec la mondialisation des moyens de communication et leur concentration au sein de quelques grands groupes internationaux. L'âge d'or du photojournalisme se termine et pourtant, celui-ci n'a jamais été tant courtisé par le grand public, les médias, les festivals et les milieux culturels. Depuis plus de dix ans, les nouvelles technologies et l'apparition du numérique ont redéfini les pratiques de la profession. De profonds changements se sont opérés dans les domaines de la production, de la diffusion et de la consommation de la photographie d'information. Le photojournalisme est à la croisée des chemins, néanmoins, des jeunes agences telles que l'Agence VII, l'Agence VU', L'Œil Public, Transit, Agence Zeppelin ou Tendance floue continuent à l'inscrire dans l'histoire en lui faisant don d'un nouveau chapitre[réf. nécessaire].
En France, l'association FreeLens, créée en 1961, défend une éthique de la photographie d’information et la préservation de la dimension artistique de la discipline, refusant la falsification du réel. Présidée notamment par Robert Doisneau, Roger Pic, Patrick Bard ou Wilfrid Estève, elle a fédéré de grands acteurs du photojournalisme : Henri Cartier-Bresson, Raymond Depardon, Gisèle Freund, Marc Riboud, Sebastião Salgado.
En 2011, Le Bal organise une exposition, Topographies de la guerre, qui renouvelle le photojournalisme de guerre[Interprétation personnelle ?]. L'exposition met en scène sur ce qui ne se voit pas, ou pas immédiatement.
En France, depuis 1989, en septembre, le festival Visa pour l'image est le rendez-vous international du photojournalisme à Perpignan.
En 2015, l'université Perpignan Via Domitia a créé deux diplômes universitaires (DU) : « Photographie documentaire et écritures transmédias » (fermé en 2020) et « Photojournalisme, captation et images aériennes » qui est devenu en 2021 une licence professionnelle "Métiers du journalisme et de la presse" parcours "photojournalisme, médias numériques et images audiovisuelles". C'est le seul diplôme en France à proposer un tel parcours.
Fin 2023, Motaz Azaiza, âgé de 24 ans, devient l'un des photojournalistes les plus connus dans le monde à la suite de son suivi périlleux de la situation à Gaza.

### Filmographie
Quelques films ont pour thème central le photojournalisme et les photojournalistes :
- Harrison's Flowers, d'Élie Chouraqui (2000)
- The Public Eye, de Howard Franklin (1992)
- Salvador, d'Oliver Stone (1986)
- Under Fire, de Roger Spottiswoode (1983)
- War Photographer, film documentaire de Christian Frei (2001) sur le photoreporter James Nachtwey.